# Новотроїцьке сільське поселення (Шабалінський район)
Новотро́їцьке сільське поселення (рос. Новотроицкое сельское поселение) — адміністративна одиниця у складі Шабалінського району Кіровської області Росії. Адміністративний центр поселення — село Новотроїцьке.

## Історія
Станом на 2002 рік на території сучасного поселення існували такі адміністративні одиниці:
- Архангельський сільський округ (село Архангельське, присілки Велике Липово, Великі Ковалі, Жуки, Крута, Малі Ковалі, Молотніковська, Пестовка, Пруди, Пчолінська, Чибріковська)
- Новотроїцький сільський округ (село Новотроїцьке, присілки Журавлі, Замазі, Ключі, Медведевська, Сеннікови, Стародубцеви, Татари)
- Соловецький сільський округ (село Соловецьке, присілки Висока, Галкіни, Красногори, Кринічата, Курінці, Медведково, Мироновці, Тохтінці, Юдінці)

Поселення було утворене згідно із законом Кіровської області від 7 грудня 2004 року № 284-ЗО у рамках муніципальної реформи шляхом об'єднання Архангельського, Новотроїцького та Соловецького сільських округів.

## Населення
Населення поселення становить 1583 особи (2017; 1614 у 2016, 1662 у 2015, 1683 у 2014, 1696 у 2013, 1746 у 2012, 1813 у 2010, 2213 у 2002).

## Склад
До складу поселення входять 27 населених пунктів:
| Населений пункт          | Населення, осіб (2002) | Населення, осіб (2010) |
| ------------------------ | ---------------------- | ---------------------- |
| Архангельське, село      | 463                    | 325                    |
| Велике Липово, присілок  | 39                     | 28                     |
| Великі Ковалі, присілок  | 3                      | 1                      |
| Висока, присілок         | 1                      | 0                      |
| Галкини, присілок        | 23                     | 23                     |
| Жуки, присілок           | 8                      | 0                      |
| Журавлі, присілок        | 0                      | 0                      |
| Замазі, присілок         | 0                      | 0                      |
| Ключі, присілок          | 10                     | 8                      |
| Красногори, присілок     | 21                     | 17                     |
| Криничата, присілок      | 7                      | 0                      |
| Крута, присілок          | 41                     | 6                      |
| Курінці, присілок        | 0                      | 0                      |
| Малі Ковалі, присілок    | 29                     | 14                     |
| Медведевська, присілок   | 1                      | 2                      |
| Медведково, присілок     | 22                     | 0                      |
| Мироновці, присілок      | 7                      | 4                      |
| Молотниковська, присілок | 0                      | -                      |
| Новотроїцьке, село       | 1271                   | 1077                   |
| Пестовка, присілок       | 0                      | 0                      |
| Пруди, присілок          | 11                     | 0                      |
| Пчолинська, присілок     | 5                      | 3                      |
| Сенникови, присілок      | 0                      | 0                      |
| Соловецьке, село         | 332                    | 264                    |
| Стародубцеви, присілок   | 54                     | 41                     |
| Татари, присілок         | 0                      | -                      |
| Тохтінці, присілок       | 0                      | 0                      |
| Чибріковська, присілок   | 0                      | 0                      |
| Юдінці, присілок         | 1                      | 0                      |